# Condé Nast Building
El Condé Nast Building és un gratacel de Times Square a Manhattan del que la construcció ha estat acabada el 1999. Porta el nom de Condé Nast, un grup d'edició de premsa americà.
Compta amb 48 pisos per 247 metres (809 peus) d'alçada. És avui el 10è immoble més alt de New York i el 38è dels Estats Units.
Ha estat construït per Fox & Fowle i ha estat registrada com la primera torre verda de New York. La torre Condé Nast ha precedit la col·locació del sistema de mesura LEED (Leadership in energy and environmental design: l'avançament en matèria de disseny en energia i medi ambient).